# 内尔松·阿格雷斯塔
内尔松·阿格雷斯塔·德尔·卡罗（西班牙語：Nelson Agresta del Carro，1955年8月2日—）是烏拉圭足球运动员、足球教练，曾是乌拉圭国家足球队队长。

## 运动员
1979至1983年，入选了乌拉圭国家足球队，参加了50场国际比赛。1980年，獲得印度尼赫鲁金杯赛的冠军。1983年，獲得美洲杯冠军。

## 教练员
1988至1989年，执教乌拉圭捍卫者青年队，并成为乌拉圭第一个日本青年队教练。1990年至1992年，他分别执教乌拉圭内省联队、塞里多俱乐部队和南美队。1993年，他执教于中国健力宝青年队曾前往留学的瓜拉尼体育运动俱乐部。1994年，他成为巴西格雷米奥队主教练。1995年，他执教乌拉圭巴萨内斯队。
1996年，成为日本多苏未来队(Tosu Futures)主教练。1997年，他将乌拉圭乙级的维拉-西班牙队带入甲级。1998年，他执教哥伦比亚的乌尼科斯塔队，并于同年执掌乌拉圭国家B队帅印。1999来华前，他执教于乌拉圭河床俱乐部。2000年至2002年，执教天津泰达，成为天津队历史上首位连续执教三个赛季的外籍主帅。2013年12月26日至2014年8月14日，擔任河北中基足球俱乐部主教练。